# Pożegnanie z Marią (film)
Pożegnanie z Marią – polski film dramatyczny z 1993 w reżyserii Filipa Zylbera. Film jest swobodną adaptacją opowiadania Tadeusza Borowskiego o tym samym tytule.
Kompozytorem (i współwykonawcą) muzyki do filmu był Tomasz Stańko. Muzyka wydana została na CD A Farewell to Maria (Pożegnanie z Marią).

## Obsada
- Marek Bukowski – Tadeusz
- Agnieszka Wagner – Maria
- Katarzyna Jamróz – Sara
- Danuta Szaflarska – doktorowa
- Sławomir Orzechowski – granatowy policjant
- Jan Frycz – kierownik
- Rafał Królikowski – skrzypek
- Agnieszka Pilaszewska – blondyna
- Aleksandra Woźniak – szatynka
- Maciej Kozłowski – furman
- Magdalena Gnatowska – panna młoda
- Radosław Pazura – pan młody
- Cezary Pazura – Tomasz
- Dorota Chotecka – żona Tomasza
- Bartłomiej Topa – Apoloniusz
- Liliana Okowity – dziewczyna Apoloniusza
- Tomasz Łysiak – Piotr
- Paulina Młynarska – dziewczyna Piotra
- Bożena Adamek – urzędniczka
- Daria Trafankowska – żona inżyniera
- Marek Barbasiewicz – inżynier
- Stanisław Brudny – ksiądz
- Zbigniew Suszyński – policjant
- Jarosław Gruda – robotnik
- Marcin Jędrzejewski – żołnierz
- Bartosz Żukowski – żołnierz
- Aleksander Mikołajczak – mężczyzna
- Paweł Wilczak – uciekinier